# Justicia kleinii
Justicia kleinii är en akantusväxtart som beskrevs av Wasshausen och L. B. Smith. Justicia kleinii ingår i släktet Justicia och familjen akantusväxter. Inga underarter finns listade i Catalogue of Life.